# Anna Teuila
Anna Teuila er en Electronica-gruppe fra Danmark.